# Denis Pineda
Denis Omar Pineda Torres (n. Verapaz, San Vicente, El Salvador, 10 de agosto de 1995) es un futbolista salvadoreño. Juega como extremo y su equipo actual es Club Deportivo Águila  de la Primera División de El Salvador.

## Trayectoria
El 27 de junio de 2016, se anunció que Pineda firmaría un préstamo de un año para el club portugués de segunda división Santa Clara. El 30 de julio de 2016, Pineda debutó con Santa Clara en un partido de Copa de Liga 2016-17 contra el Portimonense SC. Marcó su primer gol contra Académica de Coimbra el 14 de agosto de 2016. Logró ascender en el año 2018 con su equipo C.D. Santa Clara a la primera división de Portugal. En enero de 2020 fue cedido hasta final de temporada al G. D. Estoril.

## Clubes
Actualizado al último partido jugado el 9 de marzo de 2024.
| Tigres de la Universidad Autónoma de Nuevo León Premier · México | 3.ª                 | 2015-16             | 28  | 6  | -  | - | - | -  | 28  | 6  |
| Tigres de la Universidad Autónoma de Nuevo León Premier · México | Total               | Total               | 28  | 6  | 0  | 0 | 0 | 0  | 28  | 6  |
| Clube Desportivo Santa Clara Portugal                            | 2.ª                 | 2016-17             | 30  | 3  | 3  | 0 | - | -  | 33  | 3  |
| Clube Desportivo Santa Clara Portugal                            | 2.ª                 | 2017-18             | 26  | 0  | 2  | 0 | - | -  | 28  | 0  |
| Clube Desportivo Santa Clara Portugal                            | 1.ª                 |                     |     |    |    |   |   |    |     |    |
| Clube Desportivo Santa Clara Portugal                            | 2018-19             | 14                  | 1   | 1  | 0  | - | - | 15 | 1   |    |
| Clube Desportivo Santa Clara Portugal                            | 2019                | 2                   | 0   | 5  | 0  | - | - | 7  | 0   |    |
| Clube Desportivo Santa Clara Portugal                            | Total               | Total               | 72  | 4  | 11 | 0 | 0 | 0  | 83  | 4  |
| Grupo Desportivo Estoril Praia Portugal                          | 2.ª                 | 2020                | 4   | 0  | -  | - | - | -  | 4   | 0  |
| Grupo Desportivo Estoril Praia Portugal                          | Total               | Total               | 4   | 0  | 0  | 0 | 0 | 0  | 4   | 0  |
| Club Técnico Universitario · Ecuador                             | 1.ª                 | 2020                | 9   | 2  | -  | - | - | -  | 9   | 2  |
| Club Técnico Universitario · Ecuador                             | 1.ª                 | 2021                | 2   | 0  | -  | - | - | -  | 2   | 0  |
| Club Técnico Universitario · Ecuador                             | Total               | Total               | 11  | 2  | 0  | 0 | 0 | 0  | 11  | 2  |
| Club Deportivo FAS · El Salvador                                 | 1.ª                 | 2021                | 16  | 1  | -  | - | - | -  | 16  | 1  |
| Club Deportivo FAS · El Salvador                                 | Total               | Total               | 16  | 1  | 0  | 0 | 0 | 0  | 16  | 1  |
| Asociación Deportiva Chalatenango · El Salvador                  | 1.ª                 | 2022                | 23  | 5  | -  | - | - | -  | 23  | 5  |
| Asociación Deportiva Chalatenango · El Salvador                  | Total               | Total               | 23  | 5  | 0  | 0 | 0 | 0  | 23  | 5  |
| Club Deportivo FAS · El Salvador                                 | 1.ª                 | 2022                | 12  | 0  | -  | - | - | -  | 12  | 0  |
| Club Deportivo FAS · El Salvador                                 | Total               | Total               | 12  | 0  | 0  | 0 | 0 | 0  | 12  | 0  |
| Club Deportivo Águila · El Salvador                              | 1.ª                 | 2023                | 17  | 1  | -  | - | - | -  | 17  | 1  |
| Club Deportivo Águila · El Salvador                              | Total               | Total               | 17  | 1  | 0  | 0 | 0 | 0  | 17  | 1  |
| CD Rabo de Peixe Portugal                                        | 4.ª                 | 2023-24             | 14  | 2  | 1  | 0 | - | -  | 15  | 2  |
| CD Rabo de Peixe Portugal                                        | Total               | Total               | 14  | 2  | 1  | 0 | 0 | 0  | 15  | 2  |
| Total en su carrera                                              | Total en su carrera | Total en su carrera | 197 | 21 | 12 | 0 | 0 | 0  | 209 | 21 |
| (2) No incluye goles en partidos amistosos.                      |                     |                     |     |    |    |   |   |    |     |    |

Segunda División de El Salvador/Inferiores
| Club                                               | País           | Año         |
| -------------------------------------------------- | -------------- | ----------- |
| Turín FESA Fútbol Club                             | El Salvador    | 2013 - 2014 |
| Cachorros de la Universidad Autónoma de Nuevo León | México         | 2014 - 2015 |
| Inter Detroit FC                                   | Estados Unidos | 2025 -      |

### Selección nacional
| Selección                                 | Año                 | Partidos | Goles |
| ----------------------------------------- | ------------------- | -------- | ----- |
| El Salvador                               |                     |          |       |
| 2014                                      | 3                   | 0        |       |
| 2015                                      | 2                   | 0        |       |
| 2016                                      | 5                   | 0        |       |
| 2017                                      | 8                   | 2        |       |
| 2018                                      | 6                   | 1        |       |
| 2019                                      | 3                   | 0        |       |
| 2020                                      | 1                   | 0        |       |
| 2021                                      | 3                   | 0        |       |
| 2022                                      | 2                   | 0        |       |
| Total en su carrera                       | Total en su carrera | 33       | 3     |
| Estadísticas hasta el 8 de junio de 2022. |                     |          |       |